# Parechinus
Genre
Parechinus est un genre d'oursins de la famille des Parechinidae.

## Caractéristiques
Ce sont des oursins réguliers à la coquille (« test ») ronde et légèrement aplatie dorsalement. La bouche est située au milieu de la face inférieure (dite « orale »), et l'anus à l'opposé, au sommet de la face aborale (on l'appelle périprocte).
Les radioles (piquants) sont droites et effilées : elles ne dépassent pas la moitié du diamètre du test, et sont disposées en lignes formant des méridiens assez distincts.
Caractéristiques du test : le disque apical est hémicyclique, les plaques ambulacraires sont trigéminées (les paires de pores forment des arcs obliques), et chaque plaque ambulacraire ou interambulacraire porte un tubercule primaire. Les pédicellaires sont globuleux et triangulaires.
On trouve ces oursins en Afrique du Sud, depuis le Pléistocène.

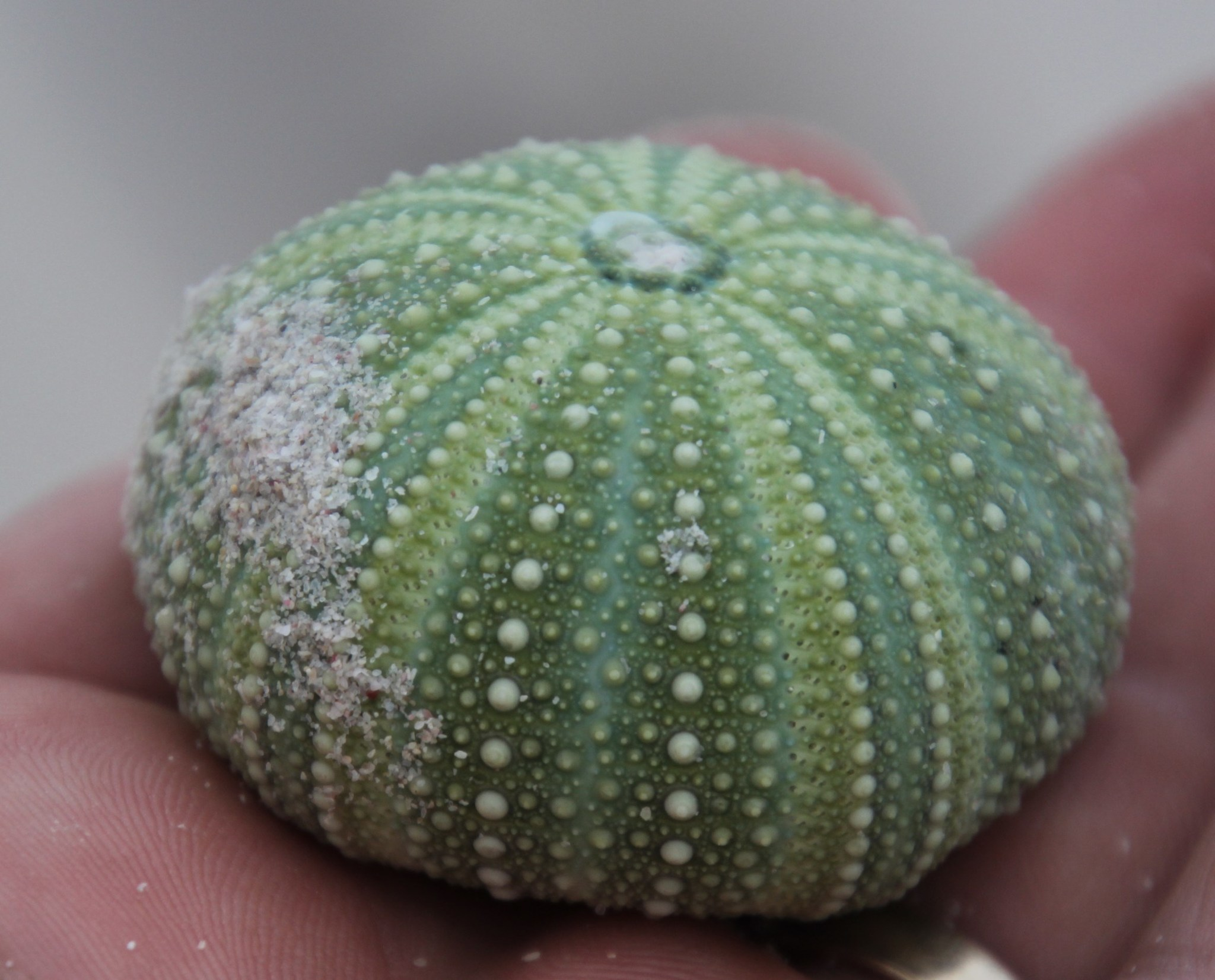
Test de Parechinus angulosus.

## Espèces
World Register of Marine Species (9 janvier 2014) n'en décompte qu'une seule espèce vivante à l'heure actuelle :
- Parechinus angulosus (Leske, 1778) (Afrique du Sud)

Parechinus angulosus